# إراسموس داروين هدسون
إراسموس داروين هدسون (بالإنجليزية: Erasmus Darwin Hudson)‏ هو جراح أمريكي، ولد في 15 ديسمبر 1805، وتوفي في 31 ديسمبر 1880.